# Temisón de Eretria
Temisón (en griego Θεμισων; vivió en el siglo IV a. C.) fue un tirano de Eretria, polis de la isla de Eubea.
En el 366 a. C. ayudó a los exiliados de Oropo a recuperar sus posesiones en su ciudad nativa. El éxito en la ocupación fue toda una sorpresa, aunque los atenienses habían marchado contra ellos con todas sus fuerzas, Temisón fue capaz de resistir con su ejército. Reconocido por Tebas por su ayuda, recibió la posesión de la ciudad como pago, pero después la rechazó y la abandonó.